# La Quarantaine
Pour les articles homonymes, voir Quarantaine (homonymie).
La Quarantaine est un roman de l'écrivain français J. M. G. Le Clézio publié chez Gallimard en 1995.

## Résumé
C'est un récit inspiré par le séjour forcé d'Alexis, le grand-père maternel de Le Clézio, sur un îlot au large de l'île Maurice. 
Il met en scène deux frères, Léon et Jacques, qui, en 1891, retournent sur leur terre natale, l'île Maurice, à bord du navire l'Ava. À la suite d'une escale imprévue, deux passagers du navire sont atteints par la variole ; le bateau, qui ne peut accoster à Maurice, débarque alors ses passagers sur l'île Plate où ils passent plusieurs mois en quarantaine.

## Commentaire
Ce livre de Le Clézio peut être considéré, à l'instar de la Ritournelle de la faim ou L'Africain, comme faisant partie du roman autobiographique. Le Clézio y met en scène ses grands-parents. Il a notamment avoué qu'il préférait écrire un roman plutôt qu'un mémoire, considérant le premier comme plus intime.
Le livre constitue également une sorte de récit de voyage. Le Clézio y rappelle ses origines mauriciennes, en faisant de l'île Maurice la finalité du voyage. Ce sera le leitmotiv de Jacques tout au long du roman.
Outre ces deux aspects, le livre exprime un certain attachement et une certaine ode à la nature à travers le regard de Suryavati (« Force du Soleil »), jeune métisse indienne qui initie le jeune Léon aux traditions locales. Léon vit une révélation initiatique, celle de la nature et de la vie sauvage, doublée d'un coup de foudre pour Suryavati, qui lui est apparue la première fois un soir de lune dans un lagon. Léon partagera également une passion pour la flore locale en accompagnant un autre personnage passionné de botanique.